# Mate (zadarski graditelj)
Mate,15. stoljeće, hrvatski graditelj iz Zadra.
Gradio je u Rabu samostan i crkvu sv. Antuna Opata.